# Nannodiella
Nannodiella là một chi ốc biển, là động vật thân mềm chân bụng sống ở biển trong họ Clathurellidae, họ ốc cối.

## Các loài
Các loài thuộc chi Nannodiella bao gồm:
- Nannodiella fraternalis (Dall, 1919)[2]
- Nannodiella hukuiensis (Nomura & Niino, 1940)[3]
- Nannodiella nana (Dall, 1919)[4]
- Nannodiella oxia (Bush, 1885)[5]
- Nannodiella vespuciana (d'Orbigny, 1842)[6]